# L'Effroyable Secret du docteur Hichcock
Pour plus de détails, voir Fiche technique et Distribution.
L'Effroyable Secret du docteur Hichcock (L'orribile segreto del Dr. Hichcock) est un film d'épouvante italien réalisé par Riccardo Freda, sorti en 1962.

## Synopsis
En 1873, le professeur et docteur Bernard Hichcock drogue son épouse Margherita, avec un puissant anesthésique, pour lui imposer des jeux sexuels nécrophiles. Un jour, une surdose accidentelle entraîne la mort de sa femme. Hichcock quitte alors sa résidence londonienne.  
Quelques années plus tard, en 1885, il revient dans son manoir avec sa nouvelle épouse, Cynthia. Rapidement, elle se sent oppressée par l'atmosphère étrange qui règne dans la demeure. Lors d'une nuit d'orage, la jeune femme découvre le cercueil vide de la première femme du docteur. Dès la première nuit, elle subit également une apparition fantomatique et menaçante, drapée dans son suaire blanc. Le docteur Hichcock n'a qu'une seule obsession : utiliser le sang de sa nouvelle compagne pour ressusciter Margherita. 

## Fiche technique
- Titre original : L'orribile segreto del Dr. Hichcock
- Titre français : L'Effroyable Secret du docteur Hichcock
- Réalisation : Riccardo Freda
- Scénario : Ernesto Gastaldi
- Montage : Ornella Micheli
- Musique : Roman Vlad
- Photographie : Raffaele Masiocchi
- Production : Luigi Carpentieri et Ermanno Donati
- Pays d'origine :  Italie
- Format : 1:66 couleur
- Genre : épouvante
- Durée : 84 minutes
- Dates de sortie : 
  -  Italie : 30 juin 1962
  -  France : 9 décembre 1964
- Affiche : Constantin Belinsky (France)

## Distribution
- Robert Flemyng (VF : René Bériard) : Le Professeur Bernard Hichcock
- Barbara Steele (VF : Mireille Darc) : Cynthia Hichcock
- Montgomery Glenn (VF : Michel Cogoni) : Dr. Kurt Lowe
- Harriet White : Martha la gouvernante
- Teresa Fitzgerald : Margareth Hichcock
- Spencer Williams : assistant à l'hôpital.

## Analyse
Avec ce titre, l'actrice britannique Barbara Steele confirme son statut de star de l'épouvante « à l'italienne », après son premier succès, mis en scène par Mario Bava, Le Masque du démon (1960).
Comme le titre l'indique, les références au célèbre maître du suspense abondent, avec en particulier, des citations évidentes de ses films Rebecca (1940) et Les Amants du Capricorne (1949).
Ponctué de classiques effets d'épouvante propres au genre, ce film se démarque toutefois de ses modèles anglo-saxons par un notable goût du baroque dans l'esthétique, ainsi qu'une certaine tendance à braver des tabous sexuels (ici la nécrophilie).
Une fausse suite, Le Spectre du professeur Hichcock, toujours de Freda, lui sera donnée l'année suivante, avec la même vedette féminine, dans un rôle, cette fois, nettement moins ingénu.

## Autour du film
- Déjà auteur de deux mémorables titres fantastiques (Les Vampires en 1957 et Caltiki, le monstre immortel en 1959), Riccardo Freda tirera la leçon de leur relatif insuccès, essentiellement dû à leur évidente paternité italienne. Afin de tromper un public ne jurant que par des films d'horreur anglo-saxons, mais aussi pour en faciliter l'exportation, décision fut alors prise d'adopter des pseudonymes à consonance anglaise : Riccardo Freda devint ainsi "Robert Hampton". Le stratagème s'avéra à ce point efficace que la critique crut à un film issu de studios britanniques, remportant un énorme succès. Lui emboîtant le pas, une génération d'auteurs italiens de films de genres se rebaptisa qui "John M. Old" (Mario Bava), qui "Allen Grünewald" (Mario Caiano), qui "Anthony M. Dawson" (Antonio Margheriti)... Plus tard, le phénomène se perpétuera dans le registre du western spaghetti avec, par exemple, un certain "Bob Robertson" qui ne fera pas moins que révolutionner le genre (Sergio Leone).

- Dans sa version française, la voix de Barbara Steele est doublée par Mireille Darc.